# Gerhard Pallmann
Gerhard Pallmann (geboren 27. Juni 1906 in Leipzig; gestorben 10. Oktober 1957 in München) war zur Zeit des Nationalsozialismus ein deutscher Herausgeber zahlreicher im Sinne der NS-Propaganda getexteter Kriegs- und Liederbücher für Soldaten der Wehrmacht.
Zum 1. Mai 1932 trat Pallmann der NSDAP bei (Mitgliedsnummer 1.128.829). Ihm wurden jedoch 1932 und 1933 „parteischädliche Äußerungen“ vorgehalten, was umfangreichen und langwierigen, großteils erhaltenen Schriftverkehr mit Beteiligten und Zeugen bis hin zum Obersten Parteigericht der NSDAP in München zur Folge hatte.

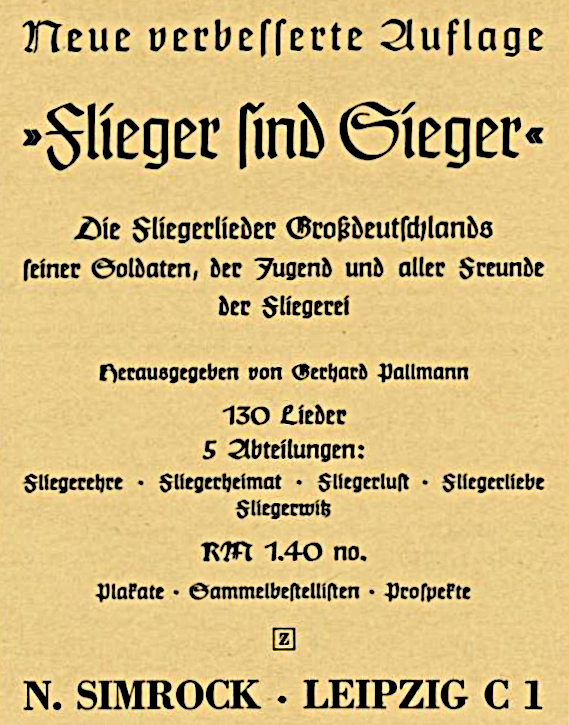
Werbeanzeige (Ausschnitt) von 1940 zur verbesserten Auflage des Liederbuchs „Flieger sind Sieger“;
vom Verlag N. Simrock im Börsenblatt für den Deutschen Buchhandel

Während des Zweiten Weltkrieges gab Pallmann – teils mit dem Untertitel „Der Führer hat gerufen“ – weitere Schriften heraus, studierte jedoch zeitgleich an der Universität Leipzig. An deren Philosophischen Fakultät legte er 1942 seine Dissertation Das Soldatenlied in der Volksführung ab. Darin handelte er beispielsweise „die Entstehung der ersten Kampflieder der NSDAP“ ab und stellte Schlussfolgerung zum „[...] politischen Einsatz des Soldatenliedes in der Volksführung“ an.
In der Nachkriegszeit verfasste Pallmann Beiträge etwa zu Hölderlin und gab Werke des verstorbenen Komikers Karl Valentin heraus. An seinem Münchner Sitz firmierte er zeitweilig als „Pressedienst Doktor Gerhard Pallmann“.
Zu dem im Alter von 51 Jahren in München Verstorbenen finden sich Quellen im Nachlass des Schriftstellers Iwan Heilbut.

## Publikationen (Auswahl)
- Wohlauf Kameraden. Liederbuch der jungen Mannschaft, 1934
- Glück ab Kameraden! Liederbuch der deutschen Flieger (= Bärenreiter-Ausgabe, Band 853), im Anschluß an das Liederbuch der jungen Mannschaft von Soldaten, Bauern, Arbeitern und Studenten "Wohlauf Kameraden" herausgegeben vom Präsidium des Deutschen Luftsport-Verbandes, Kassel: Bärenreiter-Verlag, 1935; Inhaltsverzeichnis
- Soldaten, Kameraden. Wehrmachtsliederbuch, 1936
- mit Richard Eichenauer: Unser Land. Liederbuch des Reichsnährstandes, 1937
- Seemannslieder, 1938
- Die Wehrmacht singt. Soldatenlieder, 1939
- Flieger sind Sieger. Neue Fliegerlieder, 1939
- Der Führer hat gerufen. Kriegslieder des deutschen Volkes, 1939
- Neue Kriegslieder, 1940
- Singende Front. Soldatenlieder, 1940
- Soldatenlieder von Front und Heimat, 1940
- Blaujackenlieder, 1940
- Volk in Waffen. Kriegslieder, 1941
- Landserliebe, 1942
- Das Soldatenlied in der Volksführung, Dissertation an der Philosophischen Fakultät der Universität Leipzig, [o. O.]: 1942; Inhaltsverzeichnis